# 玄哲海
玄哲海（朝鲜语：／ Hyŏn Chʼŏl-hae，1934年8月13日—2022年5月19日），朝鲜人民军元帅。人民軍总政治局組織副局長。

## 生平
玄哲海出生于满洲国的吉林省延吉县，毕业于朝鲜万景台革命学院和金日成综合大学、金策工业综合大学，留学过罗马尼亚。20世纪90年代中期，玄哲海出任人民军后方总局局长。由于玄哲海在改善军需和后勤保障体系方面的卓越贡献，他于1995年晋升大将军衔。尽管他的侄子玄成一（朝驻赞比亚前三秘）夫妇1996年逃到韩国，作为金正日的亲信，他并未因此失去信任。2000年7月担任人民軍总政治局組織副局長，2008年多次陪同金正日视察工作。金正日次子金正哲得到了党组织指导部第一副部长（负责中央党）李济刚的支持，军部支持者是玄哲海（人民军总政治局副总局长）和金永春（人民军总参谋长）。2009年金正日确认三子金正恩为接班人，2010年朝鲜官方公开确认金正恩的接班人身份。2012年1月24日玄哲海作为人民军总政治局副总局长陪同金正恩访问万景台革命学院，排名次于总政治局另副总局长朴载庆。2012年4月晋升为次帅，并当选中央军事委员会委员，担任朝鲜人民武力部第一副部长兼后方总局局长。
2013年5月、玄哲海被证实解除人民武力部第一副部長职务。解任的理由据推測实因为高齢以及健康問題。由全昌復继任。2016年4月14日，玄哲海晋升朝鲜人民军元帅。
2022年5月20日，朝鮮中央通訊社發表消息，朝鲜民主主义人民共和国国防省总顾问、朝鲜人民军元帅玄哲海因多重器官衰竭，于主体111（2022）年5月19日9时逝世，享壽88岁。朝鲜为玄哲海举行国葬，遗体安放在四·二五文化会馆，国家治丧委员会由金正恩亲自担任委员长。5月22日，灵柩出殡仪式上金正恩亲自抬棺扶灵，并在新美里爱国烈士陵园举行的安葬仪式上向墓穴培土。